# Time shifting
Time shifting eller time shift betyder tidshopp eller tidsförskjutning och innebär att man kan spola tillbaka och pausa i sändningar medan de spelas in. I USA har framför allt Tivo gjort konceptet populärt för TV-sändningar. Radiobranschen överraskades istället när poddradio uppstod av sig självt som en tekniskt enkel men effektiv metod för time shifting.
Inspelningsbara digitala TV-mottagare brukar ha funktionen time shift, vilket innebär att man exempelvis kan pausa live-TV upp till en viss tid för att sedan se resten av sändningen med fördröjning eller se ett pågående program från början. På engelska kallas funktionen även time slip och chase play.
Begreppet "time shift" har sedan 1970-talet även använts om videobandspelare, men med betydelsen att man kan spela in TV-program och titta på dem i efterhand.